# Tipsligan 2003
Tipsligan 2003 bestod av 14 lag och Helsingin Jalkapalloklubi (HJK) från Helsingfors blev finländska mästare för 21:a gången. Serien hade till säsongen utökats med två lag och spelades denna säsong som en rak serie.

## Tabell
| Nr | Lag                        | S  | V  | O | F  | GM | IM | MS  | P  |
| -- | -------------------------- | -- | -- | - | -- | -- | -- | --- | -- |
| 1  | HJK Helsingfors            | 26 | 17 | 6 | 3  | 51 | 15 | +36 | 57 |
| 2  | Haka                       | 26 | 16 | 5 | 5  | 54 | 16 | +38 | 53 |
| 3  | Tampere United             | 26 | 14 | 5 | 7  | 39 | 21 | +18 | 47 |
| 4  | Myllykosken Pallo          | 26 | 13 | 4 | 9  | 46 | 29 | +17 | 43 |
| 5  | Lahti                      | 26 | 11 | 8 | 7  | 40 | 31 | +9  | 41 |
| 6  | Vantaan Allianssi          | 26 | 10 | 6 | 10 | 43 | 44 | −1  | 36 |
| 7  | Inter Åbo                  | 26 | 10 | 5 | 11 | 43 | 41 | +2  | 35 |
| 8  | Jaro                       | 26 | 9  | 8 | 9  | 36 | 38 | −2  | 35 |
| 9  | Turun Palloseura           | 26 | 8  | 8 | 10 | 30 | 35 | −5  | 32 |
| 10 | Jokerit                    | 26 | 7  | 7 | 12 | 29 | 37 | −8  | 28 |
| 11 | Hämeenlinna                | 26 | 7  | 7 | 12 | 25 | 48 | −23 | 28 |
| 12 | Jazz                       | 26 | 7  | 7 | 12 | 31 | 55 | −24 | 28 |
| 13 | Kotkan Työväen Palloilijat | 26 | 6  | 4 | 16 | 28 | 53 | −25 | 22 |
| 14 | Kuopion Palloseura         | 26 | 4  | 6 | 16 | 25 | 57 | −32 | 18 |

Observera: * FC Jokerit lades ned i mars 2004 då föreningen ombildades till Klubi 04, en farmarklubb till HJK. Laget drog sig därför ur Tipsligan 2004 och ersattes av KooTeePee, som förlorat kvalet till Tipsligan och egentligen skulle ha degraderats till Ettan.

## Kvalspel
- RoPS - KooTeePee 4-1 (Rovaniemi)
- KooTeePee - RoPS 3-2 (Kotka)

Rovaniemen Palloseura (RoPS) kvalificerat för Tipsligan 2004 efter 6-4 sammanlagt. FC KooTeePee degraderades till Ettan men fick i mars 2004 en friplats till Tipsligan 2004 då FC Jokerit drog sig ur serien.